# Селиванов, Дмитрий Евгеньевич
Дми́трий Евге́ньевич Селива́нов (род. 29 июня 1979, Калуга) — современный российский живописец, педагог Санкт-Петербургской академии художеств имени Ильи Репина (с 2019), преподаватель Санкт-Петербургской духовной академии (с 2020), член-корреспондент РАХ (с 2022).

## Образование
- 1989-1995 - художественная школа №3 города Калуги. Преподаватель: Л. К. Минченко[1]
- 1995-1999 - Ярославское художественное училище
- 1999-2005 - Санкт-Петербургская академия художеств имени Ильи Репина. на факультете живописи в мастерской Церковно- исторической живописи профессора А. К. Крылова. Дипломная работа на тему Страшного Суда в технике фреска, защитил на отлично с похвалой Государственной Аттестационной Комиссии. Присвоена квалификация художника-живописца[2].
- 2005-2008 – аспирантура в Академии Художеств им. И. Е. Репина.

## Творческая деятельность
2005 - роспись часовни храма Спаса на водах, г. Санкт-Петербург.
2005 - мозаика Владимирской Иконы Божьей Матери для Храма Рождества Христова станции Александровская, Санкт-Петербург.
2005 - написал пять икон для алтаря Покровской церкви, г. Санкт-Петербург.
2005-2008 - роспись нижнего Храма Иконы Державной Божьей Матери,  (совместно с А. Авиловым), г. Санкт-Петербург.
2007-2008 - роспись Храма прп. Сергия Радонежского, (совместно с А. Авиловым и В. Шабалиным),  Мидранд, ЮАР
2010 - роспись фасадных ниш Храма Успения прсв. Богородицы при консульстве Р. Ф., г. Турку, Финляндия.
2009 - написал иконы: Воскресения Христово, Целитель Пантелеимон, Спаситель, Собор всех святых, для храма Всех святых г. Страсбурга.
2010 - Реставрационные работы по воссозданию экстерьерной росписи Китайской беседки в  Екатерининском парке Царскосельского музея-заповедника.
2010 - написал пять икон для Воскресенского храма г. Цюрих. Швейцария. Иконы: Воскресение ХР, Тайная Вечеря, Моление о чаше, св. Василий Великий Св. Иоанн Златоуст.
2010-2019 - роспись верхнего Храма Иконы Державной Божьей Матери, Санкт-Петербург
2011 - написал пять икон: Владимирская Б.М. , Ст. Кирилл и Мефодий, Троица, св. Сергий Радонежский ,св митр. Пётр, портрет патриарха Кирилла, картину «Сергий  Радонежский благословляет князя Дмитрия Московского на ратный подвиг» для интерьеров патриарших палат Московского кремля (подклет Грановитой палаты).
2011-2012 - Работа над рабочими эскизами иконостасов верхнего и нижнего храма Никольского Морского Собора г. Кронштадта. По этим эскизам написаны  иконы для верхнего храма:  Арх. Гавриил Спаситель, Спаситель. Для нижнего храма: Богородица, арх. Михаил, ап. Андрей, св. Иоанн Рыльский, св кн. Владимир.
2012 - выполнил рабочие эскизы росписи Храма-часовни Казанской иконы Б.М. г. Москва
2017 - работа над иконостасом храма Всех святых, нижний храм Рождества Христова на ул. Коллонтай, Санкт-Петербург
2019 - Написание икон для  иконостаса северного предела церкви Рождества Христова на Песках, Санкт-Петербург
Иконы: Спаситель, Богородица, св. Александр Невский, Собор Всех Святых, Арх .Гавриил , Богородица для царских врат .
2020 - созданы картоны к мозаичным иконам храма Рождества христова Спб Иконы: евангелисты Марк, Лука, Иоанн, Матфей, Рождество Христово.
2021-2022 - работа над эскизами и рабочими картонами для храма св. Александра Невского г. Челябинск.
2023 - роспись храма Ионна Воина во Владикавказе в составе мастерской церковного искусства "Образ"
2023 - работа над эскизами и рабочими картонами для церкви Иконы Божией Матери «Всех скорбящих  радость» (с грошиками), Санкт-Петербург
2023 - работа над мозаиками «Рождество» «Деисус» для храма Рождества Христова на ул. Коллонтай, Санкт-Петербург

## Научная деятельность
2022-2023 - Научно-исследовательская работа по воссозданию 17 икон "Неба" Преображенского храма Кижи.

## Основные выставки
2000 - «Студенты  Академии», Танеевский зал, г. Калуга.
2001 - «Пейзаж», галерея на улице Бастионной, г. Псков.
2000 - 2005 - ежегодный участник выставок пленэрных  работ, Музей Российской академии художеств, г. Санкт-Петербург.
2005 - Выставка лучших дипломных работ, Музей Российской академии художеств,  г. Санкт-Петербург.
2006 - «Наследие мастеров», Галерея искусств Зураба Церетели, г. Москва.
2007 - «Академическая Школа», Новый Манеж, г. Москва.
2007 - «Молодые Художники», ЦДХ, г. Москва.
2007 - «Россия на Африканском континенте», город Йоханнесбург, ЮАР.
2008 - «Провинциальный роман», галерея «Артист», г. Санкт-Петербург.
2008 - Персональная  отчетная аспирантская  выставка,  в Итальянском зале Санкт-Петербургская академия художеств, г. Санкт-Петербург.
2008 - Лауреат третьего всероссийского художественного конкурса «От Древней Руси к Новой России», Центральный выставочный зал "Манеж", г. Москва.
2009 - «Православная Русь», Духовно - просветительский центр Александро-Невской Лавры, г. Санкт-Петербург.
2009 - Персональная выставка «Пасхальный праздник», Малый Манеж, г. Санкт-Петербург.
2009 - «Творчество молодых», Культурно-выставочный центр "Евразия", г. Санкт-Петербург.
2010 - Персональная выставка «Римские каникулы» в галерее «Ретроград».
2011 - Международная реставрационная выставка «DENTMAL»,  г. Лейпциг,  Германия.
2012 - «Православная Русь»,  Манеж,  г. Санкт-Петербург.
2015 - «Следуя вековой традиции», Художественный музей, г. Череповец.
2015 - «Следуя вековой традиции», Музейный комплекс Спас-Евфимиев монастырь, г. Суздаль
2015 - «Следуя вековой традиции», Музей краеведения и истории города, г. Новочебоксарск.
2016 - «Следуя вековой традиции», Чувашский государственный Художественный музей, г. Чебоксары.
2016 - «Образы Православия. Учитель и ученик», СПГПХА имени А. Л. Штиглица, г. Санкт-Петербург.
2017 - «Следуя вековой традиции», СПбГАХЛ им. Иогансона, г. Санкт-Петербург.
2017 - «Следуя вековой традиции», Картинная галерея «Мирас», г. Нефтекамск.
2017 - «Следуя вековой традиции», МБУК Усольский Историко-архитектурный музей Палата Строгановых, г. Усолье.
2018 - «Канон и Стиль» 25 лет мастерской Церковно-Исторической живописи проф. А.К. Крылова, СПб Академия художеств им И. Е. Репина, г. Санкт-Петербург.
2020 - «Выставка живописных работ студентов и педагогов мастерской церковно-исторической живописи СПб Академии художеств им. И. Е. Репина», Художественный музей-заповедник Старая Ладога.
2020 - Юбилейная выставка «КДХШ 50 ЛЕТ» Выставочный зал калужского Союза художников, г. Калуга.
2020 - «Творим дома» выставка-конкурс 2 место за работу «Петруша»,  галерея «Краски Жизни», г. Санкт-Петербург.
2021 - «Мечтатели», Картинная галерея Калужского Дома Музыки, Калуга.
2021 - Выставка-конкурс, Акварельное общество Сан-Диего, США
2021 - «Творческие Встречи», галерея «Точка кипения - ПромТехДизайн», г. Санкт-Петербург.
2022 - «Школа мастерства и созидания» круглый стол и научная конференция «Нравственные основы профессионализма церковных художников. СПбГУПТД, г. Санкт-Петербург.
2022 - Персональная выставка «Мечтатели», галерея Палата мастеров, г. Санкт-Петербург.
2022 - «Недаром помнит вся Россия!», Военно-исторический музей артиллерии, инженерных войск и войск связи, г. Санкт-Петербург.
2022 - Персональная выставка «Храмовая живопись», Музей храмов Царскосельского благочиния, г. Санкт-Петербург.
2022 - "Семья – душа России VI", Всероссийская выставка конкурс, Царицыно (музей-заповедник), Москва, Россия
2022 - «Педагоги», Музей Российской академии художеств, г. Санкт-Петербург.
2022 - «Русская Фиваида», Общественное пространство «СреДА», г. Санкт-Петербург.
2023 - «Непобедимая красота», Изборский музей-заповедник, г. Изборск
2023 - «На тон светлее», Общественное пространство «СреДА», г. Санкт-Петербург.
2023 - «Навстречу солнцу», музей изобразительных искусств Республики Карелия, Петрозаводск
2023 - «Корсунская легенда», Изборский музей-заповедник, г. Изборск
2023 - «Небесное Послание», выставочный зал музея Кижи, г. Петрозаводск.

## Награды
- 2009 – награждён Патриархом Московским и Всея Руси Кириллом медалью Сергия Радонежского Первой степени за роспись православного храма Сергия Радонежского, г. Йоханесбург, ЮАР.
- 2017 - медаль РПЦ  «За труды во славу святой церкви» за роспись Храма Державной иконы Б. М.
- 2023 - медаль "Почётный храмостроитель" от фонда Вячеслава Заренкова "Созидающий мир"

## Публикации
- Альбом «Russian Orthodox parish of st. Sergius of Radonezh in south Africa» 2008 г. Мидранд ЮАР
- Реставрационный журнал «Kalk Kontor Диспергированный гидрат белой извести в реставрации и консервации. Исторический материал- новые возможности», 2006 г., Köln Германия
- Реставрационный журнал «Рестауро» Известковая живопись и современная иконография храмовой архитектуры 2006 г., СПб
- Реставрационный журнал «Реликвия» № 5 2006 год СПб «Монументальная живопись в современных храмах опыт применения известковых материалов».
- Реставрационный журнал «Рестауро» Минеральная живопись красками Кeim 2006 г., СПб
- «Kalk Kontor Известковая краска Kaikfarbe на основе диспергированного гидрата белой извести, испытания в условиях влажного климата» 2007 г. Köln Германия
- Альбом «Образ Божий. Икона. Стенопись, мозаика работы современных православных мастеров Санкт-Петербурга» издательство Коломенская верста, СПб 2009 г.
- Альбом «Сильнее смерти» Судьба храма-памятника Спаса на Водах. СПб 2007 г.